# Лизбург (Индијана)
Лизбург (енгл. Leesburg) град је у америчкој савезној држави Индијана.

## Демографија
По попису из 2010. године број становника је 555, што је 70 (-11,2%) становника мање него 2000. године.
| Група             | 2000.       | 2010.       |
| Белци             | 550 (88,0%) | 492 (88,6%) |
| Афроамериканци    | 2 (0,3%)    | 1 (0,2%)    |
| Азијати           | 19 (3,0%)   | 13 (2,3%)   |
| Хиспаноамериканци | 47 (7,5%)   | 43 (7,7%)   |
| Укупно            | 625         | 555         |